# RD-0120
Das RD-0120 (von russisch Реактивный двигатель, „Reaktiwnyj Dwigatel“, deutsch Raketentriebwerk, GRAU-Index 11D122, interne Bezeichnung RO-200) ist ein Raketentriebwerk für Flüssigkeitsraketen. Es sollte nicht mit dem RD-120 (11D123) der Zenit-Rakete verwechselt werden, welches einen wesentlich geringeren Schub erreicht.

## Entwicklung und Einsatz
Das RD-0120 wurde vom sowjetischen Konstrukteur für Raketenmotoren Semjon Kosberg im Zeitraum zwischen 1976 und 1990 im Chemical Automatics Design Bureau  entwickelt und wird heute von RKZ Progress vertrieben. Das Triebwerk diente als Antrieb für die Zentralstufe (zweite Stufe) der Energija-Rakete die von vier der jeweils mit einer Brennkammer ausgestatteten RD-0120-Triebwerken angetrieben wird. Die ersten Test mit vollem Schub erfolgten im Mai 1984, der Erstflug im Mai 1987 und der letzte Einsatz 1988. Später wurden auch Varianten mit Methan anstelle von Wasserstoff als Treibstoff (RD-0120-CH) und weiterentwickelte Varianten (RD-0120M und RD-0122) erprobt.

## Technik
Das RD-0120 wird ähnlich wie die Haupttriebwerke (SSME) des Space Shuttles mit flüssigen Wasserstoff und Sauerstoff (LH2/LOX) betrieben, was für die sowjetische Raumfahrt zu der damaligen Zeit ein Novum war. Es kann bis auf 55 % seiner vollen Leistung heruntergeregelt werden. Es gibt Vorpumpen, die hydraulisch (Sauerstoff) bzw. mit der Energie aus der Brennkammerkühlung (Wasserstoff) betrieben werden. Die Hauptpumpen für Brennstoff und Oxidator, sowie eine zweistufige Turbine befinden sich auf einer einzelnen, gemeinsamen Welle. Die Energie zum Antrieb der Turbine stammt aus einer einzelnen Vorbrennkammer, in der der überwiegende Teil des Wasserstoffs mit einem kleinen Teil des Sauerstoffs bei geringerer Temperatur vorverbrannt wird, bevor er der Hauptbrennkammer zugeführt wird. Wie beim SSME kommt beim RD-0120 also ein Hauptstromverfahren mit brennstoffreicher Vorverbrennung (fuel rich staged combustion, FRSC) zur Anwendung, wobei beim SSME eine aufwändigere Bauweise mit zwei Wellen und zwei Vorbrennkammern jeweils für Oxidatorhauptpumpe und die Wasserstoffhauptpumpe zum Einsatz kommt. Die Ausführung als Hauptstromtriebwerk ist bei den angestrebten hohen Brennkammerdrücken zwingend erforderlich, da nur so im Gegensatz zum Nebenstromverfahren (gas generator cycle) kein Treibstoff durch die Abzapfung im Gasgenerator für die Hauptbrennkammer verloren geht.

## Technische Daten
|                                          | RD-0120           |
| ---------------------------------------- | ----------------- |
| Mischungsverhältnis LOX/LH2              | 6,0               |
| Gesamthöhe                               | 4,55 m            |
| Durchmesser                              | 2,42 m            |
| Trockenmasse                             | 3450 kg           |
| Schub/Gewichts-Verhältnis (Boden/Vakuum) | 44 / 58           |
| Brennkammerdurchmesser                   | 261 mm            |
| Düsenenddurchmesser                      | 2420 mm           |
| Brennkammerdruck                         | 218 bar           |
| Schub (Boden/Vakuum)                     | 1517 kN / 1961 kN |
| Spezifischer Impuls (Boden/Vakuum)       | 359 s / 455 s     |